# Domingo Sangrento (1972)
Domingo Sangrento (Domhnach na Fola (em gaélico); Bloody Sunday (em inglês)) foi um confronto entre manifestantes católicos, protestantes e o exército inglês, ocorrido em Derry, na Irlanda do Norte, no dia 30 de janeiro de 1972. O movimento teve início com uma passeata de dez mil manifestantes que pretendiam, saindo do bairro de Creggan em marcha pelas ruas católicas da cidade, chegar até a Câmara Municipal. Antes disso, entretanto, soldados ingleses partiram para a ofensiva e dispararam contra os manifestantes, deixando 14 ativistas católicos mortos e outros 26 feridos.
Das quatorze vítimas mortas, seis eram menores de idade e um sétimo ferido faleceu meses depois em decorrência dos ferimentos. Todas as vítimas estavam desarmadas e cinco delas foram alvejadas pelas costas. Os manifestantes protestavam contra a política do governo britânico de prender pessoas suspeitas de terrorismo sem um  julgamento prévio e contra as desigualdades religiosas presentes na Irlanda do Norte. O incidente terminou por fortalecer ainda mais o Exército Republicano Irlandês (IRA), — organização clandestina que lutava pela separação da Irlanda do Norte em relação ao Reino Unido para obter posterior união com a República da Irlanda — e por aumentar ainda mais o ressentimento dos católicos para com o Reino Unido.
Em memória daquele dia, a canção "Sunday Bloody Sunday" foi escrita, pela banda irlandesa U2, em 1982. Paul McCartney também tratou do incidente na canção "Give Ireland Back To The Irish", lançada em compacto com a sua então nova banda, os Wings, em fevereiro de 1972. Em 1972, John Lennon e Yoko Ono, no álbum Some Time in New York City fizeram a canção "Sunday Bloody Sunday".
Duas investigações foram realizadas pelo Governo Britânico com objetivo de apurar os fatos:
O Widgery Tribunal: realizado no rescaldo dos acontecimentos e absolvendo grande parte dos soldados britânicos e autoridades, mas também criticado por muitos como um "branqueamento" do incidente.
O Inquérito Saville (presidido por Lord Saville de Newdigate): iniciado em 1998 para analisar os acontecimentos, apresentou um relatório em 2010 que mostrava que os soldados e autoridades do Reino Unido procederam de forma errada, acarretando na apresentação de desculpas às famílias das vítimas por parte do Primeiro-ministro do Reino Unido, David Cameron.
Bloody Sunday figura entre os mais importantes conflitos da Irlanda do Norte, principalmente devido à truculência do exército inglês.

## Enquadramento
Atos de violência sectária tinham-se tornado comuns na Irlanda do Norte, em um período que ficaria conhecido como The Troubles. A raiz do conflito foi a Partição da Irlanda, em 1923, na qual, a área majoritariamente protestante da Irlanda do Norte permaneceu como parte integrante do Reino Unido, enquanto o resto da ilha se tornou uma república independente. No final dos anos 1960, tensões entre elementos da população católica romana nacionalista da Irlanda do Norte e  protestantes unionistas levaram as lutas a outro patamar, refletindo-se nas ações do Exército Republicano Irlandês e do Ulster Volunteer Force. A cidade de Derry (também referida como Londonderry pelos unionistas), situada perto da fronteira e de maioria católica, presenciou algumas das ações mais violentas deste período.
Em 8 de Julho de 1971 em Derry's Bogside, dois desordeiros, Seamus Cusack e Desmond Beattie, foram mortos por soldados, em circunstâncias muito contestadas. Os soldados alegaram que o par estava armado, o que foi negado pela população local e por nacionalistas moderados. Os políticos John Hume e Gerry Fitt, saíram naquele ano, do Parlamento da Irlanda do Norte, em protesto.
Em resposta aos crescentes níveis de violência em toda a Irlanda do Norte, a possibilidade de prisão sem julgamento para aqueles considerados terroristas, foi instituída em 9 de Agosto de 1971. Em retribuição para os nacionalistas, todas as marchas e desfiles foram proibidos até o final do ano de 1972. Houve confrontos em toda a Irlanda do Norte na sequência da introdução do ato de detenção, tendo como resultados 21 pessoas mortas em três dias de motins.
Em 10 agosto de 1971, Bombardier Paul Challenor tornou-se o primeiro soldado britânico a ser morto pelo IRA, em Derry, quando baleado por um atirador, na Creggan Kombi. Mais seis soldados britânicos seriam mortos em Derry, em meados de dezembro de 1971. No total, 1932 tiros (364 em tiroteios) foram disparados pelo exército britânico, que também enfrentou 211 explosões e 180 de bombas de pregos . O IRA  também aumentou a sua atividade em toda a Irlanda do Norte com trinta soldados britânicos a serem mortos nos meses seguintes de 1971, em contraste com os dez soldados mortos durante o período que antecedeu o ato de prisões anti-terrorismo. O IRA acabou por estabelecer "no-go areas" (áreas proibidas) para o exército britânico e RUC em Derry, através da utilização de barricadas.
Até ao final de 1971, 29 barricadas foram colocadas no local para impedir o acesso, ao que foi conhecido como Free Derry. Dezesseis destas eram intransponíveis mesmo aos veículos blindados do exército britânico. Membros do IRA abertamente montavam barricadas na frente dos meios de comunicação, e confrontos diários tiveram lugar entre os jovens católicos norte irlandeses e os nacionalistas do Exército britânico. Em um local, conhecido como "agressão esquina" 17, motins e danos causados às lojas por dispositivos incendiários, acarretaram em um total de £ 4 milhões a serem pagos pelos estabelecimentos locais.

## Eventos do dia

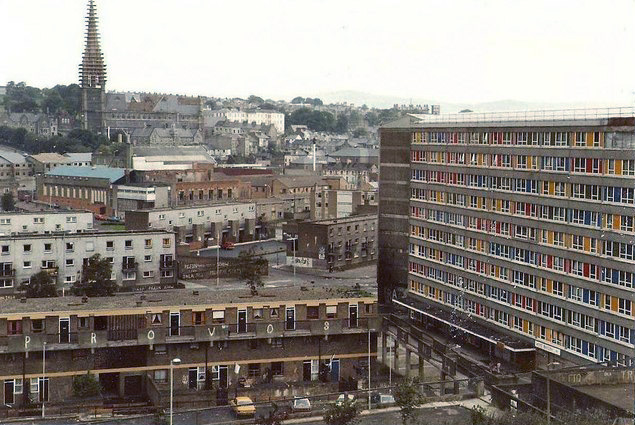
O Bogside em 1981, com vista para a área onde muitas das vítimas foram baleadas. À direita da imagem está o lado sul de Rossville Flats e no meio da distância está o Parque Glenfada.

No dia 30 de janeiro de 1972, de 5 000 a 20 000 manifestantes reuniam-se em um segundo dia de protestos pacíficos, na área residencial de Creggan, em Derry, Irlanda do Norte, a fim de protestar contra as prisões sem julgamento de supostos terroristas. A manifestação estava ocorrendo apesar da proibição de qualquer tipo de protesto no país até o final daquele ano.
A rota planejada pelos organizadores do evento levá-los-ia até à praça Free Derry Corner, mas por causa das barricadas do exército britânico posicionadas na rua William, a manifestação foi redirecionada pela rua Rossville. Entretanto, um pequeno grupo de adolescentes abandonou a marcha e persistiu em avançar para a barricada e marchar pela rua Willian. Alega o exército britânico que os seus soldados foram recebidos com pedras, insultos às tropas e tiros, apesar de nenhuma arma ter sido encontrada no local. Neste ponto, canhões de água, gás lacrimogêneo e balas de borracha foram usadas para dispersar os manifestantes. Tais confrontos entre soldados e jovens eram comuns, embora observadores relatassem que os motins, em geral, não eram intensos. Dois civis, Damien Donaghy e John Johnston, foram baleados e feridos por soldados em William Street, pois o último estava carregando um objeto cilíndrico preto que se assemelhava a uma arma.
Às 16h07 o comando do primeiro batalhão do regimento de paraquedistas deu permissão aos seus soldados para prender o maior número de manifestantes possível. A fim de escapar do avanço das tropas, um rapaz foi baleado e morto, quando corria pela Chamberlain Street. Na correria, Jackie Duddy e o padre Edward Daly, também foram baleados pelas costas.
Após 25 minutos de tiroteio, 13 manifestantes estavam mortos, vítimas das armas inglesas sob comando do Major Ted Ioden, e outros 14 feridos (um dos feridos morreu meses depois devido aos ferimentos). Muitos dos mortos foram atingidos ao tentarem socorrer pessoas vítimas de tiros.

## As vítimas
- John (Jackie) Duddy (17 anos): Tiro no peito no parque de estacionamento dos apartamentos Rossville. Quatro testemunhas declararam Duddy estava desarmado e fugindo dos pára quedistas quando foi morto. Três deles viram um soldado deliberadamente visa-lo enquanto fugia. Tio do pugilista irlandês John Duddy.
- Patrick Joseph Doherty (31 anos): Atingido por trás enquanto tentava rastejar para o pátio dos apartamentos Rossville. Doherty foi o tema de uma série de fotografias, tomadas antes e depois da sua morte, pelo jornalista francês Gilles Peress. Apesar dos depoimentos do "Soldado F", que dizia ter disparado na direção de um homem que disparava uma pistola, Widgery reconheceu que as fotografias mostram Doherty desarmado, e testes forenses em suas mãos revelaram-se negativos para resíduos de pólvora.
- Bernard McGuigan (41 anos): Um tiro na parte de trás da cabeça o vitimou enquanto tentava ajudar Patrick Doherty. Ele tinha acenando com um lenço branco aos soldados para indicar suas intenções pacíficas.
- Hugh Gilmour Pio (17 anos): Atingido através de seu cotovelo direito, a bala, em seguida, penetrou no seu peito enquanto ele se afastava dos para-quedistas em Rossville Street. Widgery admitiu que uma foto tirada segundos depois corroborava a versão  de uma testemunha que relata que ele estava desarmado. Os testes de resíduos de pólvora também foram negativos.
- Kevin McElhinney (17 anos): Atingido por trás enquanto tenta rastejar para a segurança em frente a entrada do Rossville Flats. Duas testemunhas afirmaram que McElhinney estava desarmado.
- Michael G. Kelly (17 anos): Tiro no estômago, enquanto estava de pé perto do entulho da barricada na frente do Rossville Flats. Kelly estava desarmado.
- John Pius Casal (17 anos): Tiro na cabeça em pé, junto aos escombros da barricada. Duas testemunhas afirmaram que Casal estava desarmado.
- William Noel Nash (19 anos): Tiro no peito, perto da barricada. Testemunhas afirmaram Nash estava desarmado e ia em auxílio de um outro quando morreu.
- Michael M. McDaid (20 anos): Tiro no rosto, próximo à barricada, quando estava caminhando para longe dos paraquedistas. A trajetória da bala indicou que o projétil poderia ter sido disparado por soldados posicionados sobre o Derry Walls.
- James Joseph Wray (22 anos): Ferido e em seguida atingido novamente de perto enquanto estava deitado no chão. As testemunhas, que não foram chamadas para o Tribunal Widgery, declaram que Wray dizia que não podia mover as pernas antes de ser baleado pela segunda vez.
- Gerald Donaghy (17 anos). Tiro no estômago ao tentar buscar proteção entre Glenfada Park e Abadia Park. Donaghy foi levado para uma casa vizinha por passantes onde foi examinado por um médico. Os seus bolsos foram abertos num esforço para identificá-lo. A polícia mais tarde publicou uma fotografia do cadáver que mostrava bombas no seu bolso. Nem seus socorristas e nem o médico do exército britânico (Soldado 138) que pronunciou a sua morte pouco depois, viram quaisquer bombas. Donaghy havia sido um membro do Fianna Éireann, um grupo ligado ao movimento juvenil do IRA Republicano. Paddy Ward, testemunha no inquérito Saville, alegou que ele tinha dado duas bombas de pregos Donaghy várias horas antes deste ser morto.
- Gerald (James) McKinney (34 anos). Atingido logo após Gerald Donaghy. Testemunhas declararam que tinham visto McKinney correr atrás de Donaghy. Quando este foi atingido, parou e levantou os braços, gritando "Não atire! Não atire!". Baleado no peito.
- William A. McKinney (27 anos). Atingido por trás quando tentou ajudar Gerald McKinney (nenhuma relação). Ele havia saído para tentar ajudar o homem mais velho.
- John Johnston (59 anos). Tiro na perna e no ombro esquerdo na William Street, 15 minutos antes do resto do tiroteio começar. Johnston não estava na manifestação, mas no seu caminho para visitar um amigo em Glenfada Parque. Ele morreu de seus ferimentos 4 meses e meio mais tarde. Ele foi o único a não morrer imediatamente ou logo depois de ser baleado.

## As perspectivas e análises sobre o dia
Treze pessoas foram baleados e mortas e outro homem morreu depois, em consequência de seus ferimentos. A posição oficial do exército, apoiada pelo Secretário, no dia seguinte, na Câmara dos Comuns, foi que os para-quedistas tinham reagido à ameaça de pistoleiros e bombas de pregos a partir de suspeitos membros do IRA. No entanto, todas as testemunhas oculares (com exceção do soldado), incluindo marchers, os residentes locais, britânicos, irlandeses e jornalistas presentes, afirmam que os soldados dispararam contra uma multidão desarmada, ou contra aqueles que fugiam ou estavam feridos. Nenhum soldado britânico foi ferido por tiros ou teve quaisquer ferimentos. Nos eventos que se seguiram, multidões enfurecidas atearam fogo à embaixada britânica, em Dublin. As relações Anglo-Irlandesas atingiram o seu nível mais baixo, com o ministro irlandês dos Negócios Estrangeiros, Patrick Hillery, indo às Nações Unidas, em Nova York, para exigir participação das Nações Unidas no norte da Irlanda.
Embora houvesse muitos homens do IRA, tanto jornais como presentes no protesto afirmam que estavam todos desarmados. Um soldado para-quedista  testemunhou que um oficial alertou para um tiroteio iminente e que as mortes viriam a acontecer. No tribunal, um homem foi testemunhar para o Padre Edward Daly. Mais tarde, identificado como um membro do IRA Jornal, este homem também foi fotografado no ato de tirar a sua arma, mas aparentemente não foi visto ou orientada pelos soldados. Várias outras alegações foram feitas para o Inquérito Saville sobre pessoas armadas no dia 29.
O médico legista da cidade, major aposentado do Exército britânico Hubert O'Neill, emitiu uma declaração em 21 de agosto de 1973, quando da conclusão da sindicância sobre as pessoas mortas. Declarou:
"Isso se tornou conhecido como domingo sangrento e foi sangrento. Era desnecessário. Surpreende-me o que o Exército executou nesse dia e que atirou sem pensar no que eles estavam fazendo. Eles estavam atirando em inocentes. Estas pessoas podem ter realizado uma marcha que foi proibida, mas isto não justifica a presença das tropas nas proximidades e disparando indiscriminadamente em direção à multidão. Eu diria sem hesitação, foi assassinato."
Dois dias após Bloody Sunday, o Parlamento britânico de Westminster aprovou uma resolução de criação de um tribunal para os acontecimentos do dia, resultando na entrega de mandato pelo primeiro-ministro Edward Heath,  ao Lord Chief of Justice, Lord Widgery, para realizar um inquérito. Muitas testemunhas pretendiam boicotar o tribunal pois não confiavam  em Widgery e na sua imparcialidade, mas acabaram por ser persuadidos a participar. Widgery rapidamente produziu um relatório - concluído dentro de dez semanas (10 de abril e publicada a 19 abril) - apoiando o exército em sua ação nos acontecimentos do dia. Entre as provas apresentadas ao tribunal estavam os resultados dos testes de parafina, usada para identificar resíduos de chumbo por disparo de armas, e bombas de pregos que tinham sido encontrados no corpo de uma das pessoas mortas. Os testes de vestígios de explosivos sobre as roupas de onze dos mortos foram negativos. A maioria dos cidadãos irlandeses e testemunhas do evento não aceitaram as conclusões do relatório e consideraram-no como uma farsa. É, agora, amplamente aceito que as bombas fotografadas nos bolsos de Gerard Donaghy foram plantadas lá após sua morte, e que os resíduos de pólvora vieram do contato com os próprios soldados, que moveram alguns dos corpos. A presença de chumbo nas mãos de um morto (James Wray) foi facilmente explicada pela sua atividade profissional, que utilizava chumbo na elaboração de base de solda. De fato, em 1992, John Major, escrevendo para John Hume declarou:
"O governo deixou claro em 1974 que aqueles que foram mortos no domingo sangrento deveriam ser considerados inocentes de qualquer acusação de que foram filmadas enquanto ao manuseamento de armas ou explosivos. Espero que as famílias dos que morreram aceitem essa garantia."
Na sequência dos acontecimentos de domingo sangrento, Bernadette Devlin, MP (Member of Parliament), e Socialista Independente nacionalista da Irlanda do Norte, manifestou indignação com o que ela entendia como tentativa de abafar o que fora relatado sobre o dia, pelo governo britânico. Após ter testemunhado os acontecimentos em primeira mão, ela estava furiosa depois que lhe foi consistentemente negada a oportunidade de falar no Parlamento sobre esse dia, embora a regras parlamentares decretem que qualquer MP que, tendo testemunhado um incidente em discussão, terá assegurada uma oportunidade de falar sobre isso na Câmara.
Em janeiro de 1997, a estação de televisão Channel 4 do Reino Unido fez uma reportagem que sugeria que os membros do Royal Anglican Regiment tinham aberto fogo contra os manifestantes e que teriam sido responsáveis por 3 dos 14 óbitos.
Em 29 de maio de 2007, foi comunicado que o general Sir Mike Jackson, à época segundo lugar-em-comando, sobre o Bloody Sunday, disse: "Eu não tenho dúvida de que pessoas inocentes foram fuziladas." Isto foi acentuado em contraste com a sua insistência, de mais de 30 anos, que os mortos no dia não eram civis inocentes.

### O Inquérito Saville
Embora Primeiro-Ministro britânico, John Major, rejeitasse os pedidos do público para um inquérito sobre os assassinatos, o seu sucessor, Tony Blair, decidiu iniciar uma segunda comissão de inquérito, presidida por Lord Saville, que foi criado em janeiro de 1998 para reexaminar o "domingo sangrento". Os outros juízes foram John Toohey, QC, um antigo Juiz do Tribunal Superior da Austrália, com uma excelente reputação por seu trabalho em questões aborígenes (ele substituiu Sir Edward Somers, QC, que se aposentou a partir do Inquérito, em 2000, por razões pessoais), e o Juiz William Hoyt, QC, ex-Juiz Chefe da Nova Brunswick e um membro do Conselho Canadense Judiciário. As audiências ficaram concluídas em novembro de 2004, sendo depois escrito o relatório. O Inquérito Saville é um estudo mais abrangente do que o Tribunal Widgery, entrevistando uma vasta gama de testemunhas, incluindo os residentes locais, soldados, jornalistas e políticos. Lord Saville declinou de comentar sobre o relatório Widgery e fez questão de que o Inquérito Saville fosse um inquérito judicial do "domingo sangrento", não o Tribunal que julgou o Tribunal Widgery.
Com as provas dadas por Martin McGuinness, o vice-líder do Sinn Féin, o inquérito indicou que ele era segundo-em-comando do batalhão da cidade de Derry do IRA Provisório e esteve presente nos protestos. Ele não respondeu a perguntas sobre onde ele tinha estado porque ele disse que iria comprometer a segurança de indivíduos envolvidos.
A afirmação foi feita no Inquérito Saville de que McGuinness foi responsável pelo fornecimento de detonadores de bombas de pregos Bloody Sunday foi rejeitada. Paddy Ward tinha alegado que ele era o líder do Fianna Éireann, a ala juvenil do IRA, em janeiro de 1972, e que McGuinness, o segundo em comando do IRA na cidade, na altura, e que um outro membro anónimo do IRA lhe deu partes da bomba, na manhã de 30 de janeiro, data prevista para a luta em defesa dos direitos civis. Ele disse que a organização pretendia atacar instalações do centro de Derry, no dia em que civis foram abatidos por soldados britânicos. Em resposta McGuinness rejeitou as alegações como "fantasia", enquanto Gerry O'Hara, um vereador em Derry do Sinn Féin afirma que ele e não Fianna Ward foi o líder no momento.
Muitos observadores alegam que o Ministério da Defesa atuou de forma a impedir o inquérito. Mais de 1 000 fotografias e vídeos originais do exército tiradas de helicóptero e nunca foram disponibilizados. Além disso, as armas utilizadas no dia pelos soldados que poderiam ter sido provas no inquérito foram perdidas pelo Ministério da Defesa. A Defesa alegou que todas as armas tinham sido destruídos, mas alguns foram posteriormente recuperados em vários locais (como na Serra Leoa, em Beirute, e em Little Rock, Arkansas), apesar da obstrução.
Desde o momento em que o inquérito às testemunhas tinha terminado (foram entrevistadas mais de 900 testemunhas), ficou a escrever as suas conclusões durante mais de sete anos, tornando-se o maior inquérito na história jurídica britânica. 39 O custo desse processo tenha elaborado críticas. Em junho de 2003, os custos incorridos até à data na prossecução do inquérito foi dado como 113,2 milhões de libras. Um ano depois, em Junho de 2004, o custo foi dado em £ 130 milhões. O custo total, espera-se que seja em torno de £ 155 milhões.
Em meados de 2005, foi teatralizado o Bloody Sunday: Cenas da Inquérito Saville, uma dramatização baseada no Inquérito Saville, aberto em Londres, e posteriormente viajou para Derry e Dublin. O escritor, jornalista Richard Norton-Taylor, transformou quatro anos de provas em duas horas de teatro desempenhado pelo Tricycle Theatre. A peça recebeu brilhante opiniões em todos os media britânicos, incluindo The Times: "O Tricycle mostra a mais recente recriação de um grande inquérito bastante devastador" The Daily Telegraph: "Eu não posso deixar de louvar esta encantadora produção exce(p)cionalmente emocionante... de ficção do tribunal ", e The Independent:" Um triunfo necessário ".
O relatório final que vai ser tornado público em 15 de junho de 2010, e demorou 12 anos a estar finalizado, conclui que os «homicídios de civis por parte de soldados britânicos foram ilegais».

## Impacto sobre as divisões na Irlanda do Norte
Apesar da controvérsia, todas as partes concordam que "Domingo Sangrento" marcou um efeito negativo importante ponto de viragem na evolução da Irlanda do Norte. Harold Wilson, em seguida, o líder da oposição no Commons, reiterou a sua convicção de que uma Irlanda unida era a única solução possível para os "Troubles" ocorridos na Irlanda do Norte. William Craig, Stormont então ministro dos Assuntos Internos, sugeriu que o banco oeste de Derry deverão ser cedidos para a República da Irlanda.
Quando ele chegou, na Irlanda do Norte, o exército britânico foi saudado pelos católicos romanos como uma força neutra lá para protegê-los de protestantes mobs, o Royal Ulster Constabulary (RUC) e do B-Promoções. Após o Domingo Sangrento, o exército britânico, já não era mais visto como protetor da população católica, mas como seu inimigo. Jovens nacionalistas se tornaram cada vez mais atraídos por grupos violentos republicanos. Com o Jornal IRA e o Sinn Féin Jornal tendo afastou-mainstream nacionalismo irlandês / republicanismo para marxismo, o IRA Provisório começou a ganhar o apoio do recém-radicalizadas, desafeto jovens.
Nos vinte anos seguintes, o Exército Republicano Irlandês Provisório e outros pequenos grupos, como o republicano irlandês Exército de Libertação Nacional (INLA) montada uma campanha armada contra os britânicos, pelo que significou a RUC, o exército britânico, o Ulster Defence Regiment (UDR), do exército britânico (e, de acordo com seus críticos, os protestantes e sindicalista estabelecimento). Rivalizar com organizações paramilitares aparecendo em ambos os nacionalistas / republicanos irlandeses e sindicalista / Ulster Lealistas comunidades (Associação de Defesa do Ulster, Ulster Volunteer Force (UVF), etc sobre o Lealistas lado), o Troubles custou a vida de milhares de pessoas. Incidentes incluiu o assassinato de três membros de uma banda pop, Showband de Miami, por uma gangue, incluindo membros da UVF, que também eram membros do exército local regimento, a UDR e, em uniforme, na altura, 48 e ao abate pelo Provisionals de dezoito membros da Parachute Regiment no Warrenpoint Ambush - visto por alguns como vingança de Bloody Sunday.
Com o funcionário cessação da violência por algumas das principais organizações paramilitares e à criação de partilha do poder executivo em Stormont em Belfast 1998 no âmbito do Acordo de Sexta-Feira Santa, o Tribunal Saville's re-exame dos acontecimentos desse dia é amplamente esperado para prestar uma cuidadosa consideração dos eventos de Bloody Sunday.

## A reação dos artistas
Provavelmente a reação mais conhecida de todas sobre o incidente é a canção dos U2 "Sunday Bloody Sunday" de 1983, incluída no álbum War.
Também John Lennon (que era de ascendência irlandesa) apresenta no ábum Some Time in New York City uma canção intitulada "Sunday Bloody Sunday", inspirado pelo incidente, assim como a canção "Luck of the Irish" (A sorte dos irlandeses), que tratou mais com o conflito irlandês em geral. Outro ex-Beatle, igualmente com ascendência irlandesa, Paul McCartney, emitida logo após uma única sangrento domingo intitulado "Give Ireland Back to the Irish" (Devolvam a Irlanda aos Irlandeses), expressando sua opinião sobre o assunto. Foi uma das poucas canções solo de McCartney de ser banida pela BBC.
Christy Moore cantou "Minds Locked Shut" no álbum "Graffiti Tongue" sobre os acontecimentos do dia, e os nomes dos mortos civis.
A banda de heavy-metal irlandesa Cruachan também abordou o incidente em uma canção "Bloody Sunday" no seu álbum Folk-Lore de 2004.
Os acontecimentos do dia foram também dramatizado para o cinema em 2002, por dois dramas, "Bloody Sunday (filme)" (dirigido por Paul Greengrass) e Sunday por Jimmy McGovern.
A peça de teatro de Brian Friel "The Freedom of the City" (A Liberdade da cidade, 1973) prende-se com o incidente do ponto de vista de três civis.
Willie Doherty, um artista nascido em Derry acumulou um vasto corpo de trabalho, que aborda os problemas na Irlanda do Norte. "30 janeiro 1972" lida especificamente com os acontecimentos de Bloody Sunday.
O Wolfe Tones, uma banda irlandesa, também escreveu uma canção chamada 'Sunday Bloody Sunday" sobre o evento.
O poeta irlandês laureado com o Prémio Nobel Seamus Heaney, escreveu um poema intitulado "Casualty", acerca de uma das 13 vitimas do "Bloody Sunday".

## Outras leituras
Publicações em língua inglesa:
- Tony Geraghty (2000). The Irish War. [S.l.]: Johns Hopkins University Press. ISBN 0-8018-7117-4
- Dr Raymond McClean (1997). The Road To Bloody Sunday (revised edition). Guildhall: Printing Press. ISBN 0-946451-37-0 (extracts available online)
- Eamonn McCann (1998). Bloody Sunday In Derry. Brandon: Printing Press. ISBN 0-86322-139-4
- Dermot P.J. Walsh (2000). Bloody Sunday and the rule of law in Northern Ireland. [S.l.]: Gill & Macmillan. ISBN 0-7171-3085-1
- Jennifer Faus (2007). Before Sunday. [S.l.]: Nonsuch Publishing. ISBN 1845885732

## Reportagens nos jornais da época
- "13 killed as paratroops break riot"do The Guardian, Segunda-feira 31 de Janeiro de 1972
- "Bogsiders insist that soldiers shot first"do The Guardian, Terça-feira 1 de Fevereiro de 1972